# Helleia yamashinai
Helleia yamashinai är en fjärilsart som beskrevs av Matsumura 1949. Helleia yamashinai ingår i släktet Helleia och familjen juvelvingar. Inga underarter finns listade i Catalogue of Life.